# Antoine Frérot
Pour les articles homonymes, voir Frérot.
Antoine Frérot, né le 3 juin 1958 à Fontainebleau, est un chef d'entreprise français, président-directeur général de Veolia de 2009 à 2022. En juillet 2022, il devient président du conseil d'administration de Veolia.

## Biographie

### Études et débuts
Antoine Frérot est diplômé de l’École polytechnique en 1977. Il intègre l'École nationale des ponts et chaussées (aujourd'hui, corps des ponts, des eaux et des forêts) où il passe un doctorat et co-fonde un laboratoire de recherche consacré à la gestion de l'environnement et de l'eau.
Antoine Frérot commence sa carrière en 1981 comme ingénieur chercheur au Bureau central d’études pour l’Outre-Mer (BCEOM), société spécialisée dans les grands projets de développement. En 1983, il rejoint le Centre d’études et de recherche de l’École des ponts et chaussées (CERGRENE) comme chef de projet, puis en devient directeur adjoint de 1984 à 1988.
De 1988 à 1990, il poursuit sa carrière au Crédit national comme responsable d’opérations financières,.

### Veolia
Antoine Frérot rejoint la Compagnie générale des eaux en 1990, d’abord comme chargé de mission, puis, de 1995 à 2000, comme directeur général de la Compagnie générale d'entreprises automobiles (CGEA) et de CGEA Transport.
En juin 2000, il est nommé membre du directoire de Vivendi Environnement et directeur général de la Connex, division transport du groupe. À partir du 21 janvier 2003, il exerce les fonctions de directeur général de Veolia Eau, ainsi que directeur général adjoint et membre du comité exécutif de Veolia Environnement.
Antoine Frérot devient directeur général du groupe Veolia ainsi que président du Conseil d'administration de l'entreprise le 12 décembre 2010, en remplacement de Henri Proglio. La passation de pouvoir n'a pas été de tout repos, Henri Proglio essayant de promouvoir la candidature au poste de PDG de Jean-Louis Borloo.
Antoine Frérot réorganise le groupe en réduisant la dépendance de Veolia dans le secteur public et en réorientant l'activité de l’entreprise sur les marchés à gros volumes et plus grosse valeur ajoutée (pollutions difficiles à traiter, l’économie circulaire, plus de groupes industriels comme clients, etc.),. La stratégie d’Antoine Frérot inclut également le désengagement progressif de l’activité transports, cédée à la Caisse des dépôts, et une diminution de l’étalement de la présence internationale du groupe pour se limiter à une quarantaine de pays. Cette stratégie permet au groupe de retrouver une croissance positive avec 394 millions de résultat net en 2012 ainsi qu'une réduction de sa dette. En décembre 2012, il affirme vouloir développer avec Veolia des technologies et savoir-faire pointus permettant de prévenir toute pollution. En cinq ans, la dette de Veolia, à 15 milliards d’euros en 2011, est retombée à 8,7 milliards, notamment grâce à des cessions d’actifs.
Le 26 février 2014 le conseil d'administration de Veolia décide de reconduire le mandat d'Antoine Frérot jusqu'en 2018 pour finaliser la restructuration du Groupe. La même année, il négocie un contrat de 925 millions d’euros avec le groupe pharmaceutique suisse Novartis. En septembre 2014, Antoine Frérot détaille ses attentes en matière de lutte contre l’effet de serre au cours du Sommet climat de New-York (en) et propose d'en taxer les émissions. Il plaide pour l’économie circulaire afin de transformer les déchets en ressources pour les entreprises et dirige Veolia dans cette direction. En 2017, Veolia décroche pour près de 800 millions d'euros de contrats en Chine.
En 2018, Antoine Frérot est reconduit à la tête de la société pour quatre années supplémentaires. En 2019, Antoine Frérot engage l'entreprise dans la voie des entreprises à mission rendue possible par la loi PACTE. Cela implique que Véolia définisse une raison d'être qui ne peut se limiter à viser le seul bénéfice de ses actionnaires,. L'année suivante, il conduit Veolia dans l'opération de rachat de son principal concurrent, Suez. En octobre 2020, Veolia acquiert l'intégralité de la participation d'Engie dans Suez, puis à la suite d'une bataille entre les deux groupes, un accord de reprise d'une partie de Suez par Veolia est trouvé en avril 2021, valorisant le nouveau groupe Veolia à 37 milliards d’euros. Plusieurs syndicats du groupe Suez déposent une plainte contre Antoine Frérot et le secrétaire général de l’Élysée Alexis Kohler pour trafic d'influence autour de cette fusion. L'autorité de la concurrence européenne valide l'OPA en décembre 2021.
En mai 2020, une enquête menée par des administrateurs de l'encyclopédie collaborative Wikipédia soupçonne plusieurs comptes contributeurs de la présente page d'être liés à des agences de communication visant à améliorer très favorablement son image.
Début 2022, il annonce quitter la direction générale de Veolia le 1er juillet 2022 tout en restant président. Il est remplacé par sa dauphine Estelle Brachlianoff, une autre diplômée de Polytechnique et de l'Ecole des ponts et chaussées,,.

## Autres mandats
- Depuis 2014 : Président de l'Association nationale de valorisation interdisciplinaire de la recherche en sciences humaines et sociales auprès des entreprises (Anvie)[35].
- De 2017 à 2022 : Il a été Président du think tank l’Institut de l'entreprise[36].
- Depuis 2014 : Président du centre d'arts plastiques de Royan[37]

## Arts
Antoine Frérot est un collectionneur d'œuvres d’art, particulièrement d’arts premiers et d'art moderne. Sa collection inclut des travaux d'origine océanienne, africaine et nord-américaine, ainsi que des œuvres de Marguerite Burnat-Provins, Zébédée Armstrong et Joseph Barbiero,. Avec, Jean-Pascal Léger il organise des colloques au Centre culturel international de Cerisy-la-Salle. En septembre 2014, il est nommé président d’honneur du Parcours des mondes pour la 13e édition du salon international des Arts premiers.

## Décorations
- Officier de l'ordre national de la Légion d'honneur (depuis le 14 juillet 2015[41])

## Polémiques
En 2018, Antoine Frérot répond au gouvernement du Gabon, à la suite de la saisie par celui-ci de 35 sites Veolia accusés d'être à l'origine d'une "grave pollution".
En 2017, Antoine Frérot déclenche une polémique en jugeant ses propres enfants trop "brillants" pour l'apprentissage, et publie un communiqué de presse en réponse.

## Ouvrages
- Antoine Frérot (préf. Angel Gurria), L'eau - Pour une culture de la responsabilité, Autrement, coll. « Frontières », 4 mars 2008, 193 p., 15 × 23 cm (ISBN 978-2-7467-1127-3, EAN 9782746711273)
- Antoine Frérot, Gestion de l'eau, vers de nouveaux modèles, Fondapol, Fondation pour l'innovation politique, 2011 (ISBN 978-2-917613-79-5, EAN 9782917613795)
- Antoine Frérot et Daniel Hurstel, Le rôle sociétal de l'entreprise : éléments de réflexion pour une réforme, éd. Le Club des Juristes, 2018 (OCLC 1032041133)
- Antoine Frérot et Rodolphe Durand, L'entreprise de demain : Pour un nouveau récit, Flammarion, 15 septembre 2021, 288 p., 144 × 218 mm (ISBN 9782080245281, EAN 9782080245281)[46]